# RODA '28
RODA '28 is een Nederlandse amateurvoetbalclub uit Winssen in Gelderland, opgericht in 1928. Het eerste elftal van de club speelt in de Derde klasse zondag (2020/21).
De club speelt op sportpark De Boshof in Winssen.

## Competitieresultaten 1997–2018
| 7 6G |

| 1 6G |

| 1 5F |

| 7 4E |

| 6 4E |

| 11 4E |

| 11 4F |

| 8 5E |

| 11 5E |

| 1 6F |

| 5 5E |

| 1 5E |

| 12 4E |

| 8 5E |

| 9 5E |

| 11 5F |

| 4 5D |

| 6 5F |

| 4 5E |

| 15 4E |

| 2 5D |

| 1 4E |

| 13 3D |

| Derde klasse | Vierde klasse | Vijfde klasse | Zesde klasse |

## Bekende (oud-)spelers
- Carlos Aalbers
- Bas Bakker
- Kas de Wit